# رنو پارس
رنو پارس (به انگلیسی: Renault Pars) شرکت خودروسازی ایرانی است، که در ماه مارس ۲۰۰۴ از مشارکت شرکت رنو، سازمان گسترش و نوسازی صنایع ایران، شرکت ایران خودرو و گروه سایپا راه‌اندازی شد.
شرکت رنو پارس هم‌اکنون مسئولیت هماهنگی همکاری‌های میان شرکت رنو از یک سو و مدیریت بر مونتاژ سی‌کی‌دی خودروهای رنو توسط شرکت‌های ایران خودرو، سایپا و پارس خودرو را از سوی دیگر، به عهده دارد.
دفتر مرکزی این شرکت در تهران قرار دارد. شرکت رنو با ۵۱٪ درصد و سازمان گسترش و نوسازی صنایع ایران با در اختیار داشتن ۴۹٪ درصد از سهام شرکت رنو پارس، مالکان آن به‌شمار می‌آیند.
محصولات فعلی رنو پارس در ایران عبارتند از: رنو لاگونا کوپه، رنو مگان، رنو تندر ۹۰، رنو ساندرو، رنو کولئوس، رنو تلیسمان، رنو ساندرو استپ وی، رنو اسکالا، رنو اسکالا کوپه، رنو فلوئنس، رنو داستر، رنو سیمبل و رنو سفران